# L'Indomptable (film)
Pour les articles homonymes, voir Les Indomptables (homonymie).
Pour plus de détails, voir Fiche technique et Distribution.
L'Indomptable (titre australien : The Man from Snowy River II) est un film australien réalisé par Geoff Burrowes, sorti en 1988, d'après le poème de Banjo Paterson.
C'est la suite du film L'Homme de la rivière d'argent sorti en 1982. 

## Fiche technique
- Titre original : The Man from Snowy River II
- Titre américain : Return to Snowy River - Part II : The Legend Continues
- Titre français : L'Indomptable
- Réalisation : Geoff Burrowes
- Scénario : Geoff Burrowes, John Dixon
- Direction artistique : Robert Leo
- Décors : Rick Bell, Viv Wilson
- Costumes : Jenny Arnott
- Photographie : Keith Wagstaff
- Son (mixeur) : David Harrison, Ron Purvis, Terry Rodman
- Montage : Gary Woodyard
- Musique : Bruce Rowland
- Effets spéciaux :
  - Superviseur des effets spéciaux : Brian Pearce
  - Assistant effets spéciaux : Peter Armstrong, Jeff Little
- Maquillage : Di Biggs, Anna Karpinski
- Coiffure : Paul Pattison
- Cascades :  
  - Coordinateur de cascades : Chris Anderson
  - Coordinateur de cascades adjoint : Gerald Egan
  - Cascadeurs : Chris Anderson, Gerald Egan, Danny Baldwin, Jamie Beer, John Bird, Ken Connley, Wally Dalton, Mitch Deans, Rob McPhee, Malcolm Pritchard, Johnny Raaen (John Raaen), Bill Willoughby, Polly Wynn
- Producteur : Geoff Burrowes
- Producteurs exécutifs : John Kearney, Kent C. Lovell (Kent Lovell), Dennis Wright[réf. nécessaire]
- Sociétés de production : Walt Disney Pictures, Burrowes Film Group, Hoyts Distribution, Silver Screen Partners III
- Société de distribution : Buena Vista Distribution Company
- Pays d’origine :  Australie
- Langue originale : anglais
- Format : Couleur - 35 mm - 2,35:1 - Son : Dolby
- Genre : Aventure, Drame, Western
- Durée : 110 minutes
- Dates de sortie : 
  -  Australie : 24 mars 1988

## Distribution
- Tom Burlinson : Jim Craig
- Sigrid Thornton : Jessica
- Brian Dennehy : Harrison
- Nicholas Eadie : Alistair Patton
- Mark Hembrow : Seb
- Bryan Marshall : Hawker
- Rhys McConnochie : Patton Snr.
- Peter Cummins : Jake
- Cornelia Frances : Mrs. Darcy
- Tony Barry : Jacko

## Sorties cinéma
Sauf mention contraire, les informations suivantes sont issues de l'IMDb
- Australie : 24 mars 1988
- États-Unis : 15 avril 1988
- Espagne : 3 février 1989 (Barcelone) ; 21 mars 1989 (Madrid)
- Portugal : 22 septembre 1989